# Olga Kniaziewa
Olga Nikołajewna Kniaziewa (ros. Ольга Николаевна Князева, ur. 9 sierpnia 1954 w Kazaniu, zm. 3 stycznia 2015 tamże) – radziecka florecistka, mistrzyni olimpijska i wielokrotna medalistka mistrzostw świata.
Na igrzyskach olimpijskich w Montrealu w 1976 roku reprezentacja ZSRR w składzie: Jelena Biełowa, Walentina Sidorowa, Olga Kniaziewa, Naila Gilazowa i Walentina Nikonowa zdobyła drużynowo złoty medal. W zawodach indywidualnych zajęła dziewiąte miejsce. Były to jej jedyne starty olimpijskie.
Podczas mistrzostw świata w Göteborgu w 1973 roku wspólnie z Zoją Dierażynską, Walentiną Nikonową, Walentiną Buroczkiną i Jeleną Biełową wywalczyła srebrny medal w turnieju drużynowym. W tej samej konkurencji zdobywała następnie złote medale na mistrzostwach świata w Grenoble (1974), mistrzostwach świata w Budapeszcie (1975), mistrzostwach świata w Buenos Aires (1977) i mistrzostwach świata w Hamburgu (1978). Ponadto na mistrzostwach świata w Budapeszcie (1975) zdobyła także srebrny medal indywidualnie, przegrywając tylko z Rumunką Ecateriną Stahl-Iencic.
Po zakończeniu kariery pracowała jako trener, uczyła także wychowania fizycznego na Kazańskim Państwowym Instytucie Finansowo-Ekonomicznym. Odznaczona medalem „Za ofiarną pracę”, medalem „W upamiętnieniu 1000-lecia Kazania” i medalem „Za pracowniczą dzielność”.